# Lowe’s
Lowe’s, «Лоуз» — американская компания розничной торговли, владеющая сетью магазинов по продаже товаров для ремонта. Штаб-квартира располагается в Мурсвилле, Северная Каролина. Сеть компании насчитывает около 2 тыс. магазинов в США и Канаде. Компания является второй крупнейшей сетью в мире по продаже товаров для ремонта после The Home Depot.

## История
История компании началась с магазина по торговле скобяным товаром открытом в 1921 году в городе Норт-Уилксборо, штат Северная Каролина. С 1946 года магазин начал торговлю стройматериалами, вскоре был открыт второй магазин, а в 1952 году — третий. Также в 1952 году для управлениями этими магазинами была зарегистрирована компания Lowe’s North Wilkesboro Hardware, Inc. В 1961 году компания стала публичной и сменила название на Lowe’s Companies, Inc. К концу 1960-х годов у неё было 50 магазинов, оборот составлял около 100 млн долларов. Через десять лет 200 магазинов компании давали выручку в 900 млн долларов.
До конца 1970-х годов основной клиентурой компании были застройщики, которым поставлялись стройматериалы прямо от производителя, однако с начала 1980-х годов Lowe’s начала в большей мере ориентироваться на розничных покупателей, поскольку их спрос был в меньшей степени подвержен цикличным спадам. В 1982 году оборот достиг миллиарда долларов, а в 1983 году — 1,43 млрд. В 1989 году число магазинов достигло 300, но, несмотря на это, компания утратила лидерство на рынке продажи товаров для ремонта в пользу The Home Depot. Основным преимуществом конкурента были более крупные магазины (в среднем 10 тыс. м² против 2 тыс. м² у Lowe’s), в начале 1990-х годов компании пришлось потратить значительные средства на расширение существующих или открытие новых магазинов. К 1996 году число магазинов достигло 400, а выручка — 8,6 млрд долларов.
В 2016 году была куплена канадская компания RONA inc., управляющая 173 магазинами. В 2023 году канадские операции были проданы инвестиционной компании Sycamore Partners.

## Собственники и руководство
Акции компании с 1979 года котируются на Нью-Йоркской фондовой бирже. Институциональным инвесторам по состоянию на начало 2023 года принадлежало 75 % акций, крупнейшими из них были: The Vanguard Group (8,9 %), BlackRock (7,4 %), State Street Global Advisors (4,2 %), FMR Co., Inc. (3,8 %), JPMorgan Chase (2,9 %).
Марвин Эллисон (Marvin R. Ellison, род. в 1966 году) — председатель совета директоров с мая 2021 года, президент и главный исполнительный директор с 2018 года. До этого возглавлял сеть универмагов JCPenney (с 2014 по 2018 год), а ранее входил в менеджмент The Home Depot (с 2002 года).

## Деятельность
Компания занимается продажей стройматериалов, товаров для садоводства и ремонта жилья, ассортимент типичного магазина компании насчитывает до 40 тыс. наименований. По состоянию на 2022 год розничная сеть компании состояла из 1971 магазина, из них 1737 в США и 234 в Канаде. На США приходится 94 % выручки компании.
В списке крупнейших публичных компаний мира Forbes Global 2000 за 2022 год Lowe’s заняла 162-е место. В числе крупнейших компаний США по размеру выручки в 2022 году (список Fortune 500) заняла 35-е место.
|                      | 2012  | 2013  | 2014  | 2015  | 2016  | 2017  | 2018  | 2019  | 2020  | 2021  | 2022   |
| -------------------- | ----- | ----- | ----- | ----- | ----- | ----- | ----- | ----- | ----- | ----- | ------ |
| Выручка              | 50,21 | 50,52 | 53,42 | 56,22 | 59,07 | 65,02 | 68,62 | 71,31 | 72,15 | 89,60 | 96,25  |
| Чистая прибыль       | 1,839 | 1,959 | 2,286 | 2,698 | 2,546 | 3,093 | 3,447 | 2,314 | 4,281 | 5,835 | 8,442  |
| Активы               | 33,37 | 32,44 | 32,47 | 31,72 | 31,27 | 34,41 | 35,29 | 34,51 | 39,47 | 46,74 | 44,64  |
| Собственные средства | 16,53 | 13,86 | 11,85 | 9,968 | 7,654 | 6,434 | 5,873 | 3,644 | 1,972 | 1,437 | -4,816 |

Примечание. Компания заканчивает финансовый год в конце января.